# 本多忠純
本多忠純（日语：／ Honda Tadazumi，1586年—1632年2月3日）日本江戶時代初期大名，下野榎本藩的初代藩主。父親是本多正信。

## 生平
在天正14年（1586年）出生，家中三男。從年輕開始就與父親和兄長一同仕於德川家康，在慶長10年（1605年）被賜予下野榎本1萬石而成為大名，於是成為榎本藩的初代藩主。在藩政中登用小山氏的舊臣為新的家臣，建設城下町等來加強藩政的根基。與知略家的父親和長兄正純相比，跟次兄政重同様是武將型的人物。在慶長19年（1614年）開始的大坂之陣中立下武功，不過在與毛利勝永隊激戰之際敗走。在戰後加增1萬8千石，成為2萬8千石的大名。
性格非常性急且粗暴，經常殺害家臣。因此在寬永8年（1631年）12月13日，被因為犯了小錯而害怕被殺的家臣大助暗殺。享年46歲。因為長男忠次在寬永3年（1626年）就死去，於是由姪兒（成為養子）政遂繼任。

## 略歷
本多忠純雖以勇猛著稱，但他也是一個脾氣非常暴躁的人，他無法容忍自己的家臣犯錯，哪怕有一點點的過失便會立即將他們處決。因此，他在從江戶返回國所途中，突然被栗橋（今埼玉縣久喜市栗橋郡）的藩士刺死。
《藩翰譜》中稱本多忠純一家因不可預見的災難而滅亡，也有傳聞說忠純「在試圖殺害自己家臣時被誤殺。」

## 家族
『寛政譜』記載本多忠純有2子2女，其中一子為養子。括號內的數字為『寛政譜』上記載的排序。
- 正室：片桐且元養女
- 生母不明的子女：
  - 長男(1)：本多忠次- 大學。寛永3年（1626年）死亡，得年17歳[3]。
  - 女子(3) - 本多政遂室
  - 女(4) -長谷川廣清之妻，廣清死後改嫁古田重弘。
- 養子
  - 次男(2)：本多政遂- 主稅助。生父為本多政重，為忠純之甥，被忠純收養後繼承之。

### 正室
正室為片桐且元養女，生父為片桐貞隆（且元之弟）、母為貞隆的正室妻子（武田一雲之弟） 。然而，繼承貞隆家族的卻是他同父異母的兄長片桐貞昌（片桐石州）。忠純的正室由伯父片桐且元扶養。其後，她以且元養女的身分嫁入本多家。